# Cantón de Lauzès
El cantón de Lauzès era una división administrativa francesa, que estaba situada en el departamento de Lot y la región de Mediodía-Pirineos.

## Composición
El cantón estaba formado por doce comunas:
- Blars
- Cabrerets
- Cras
- Lauzès
- Lentillac-du-Causse
- Nadillac
- Orniac
- Sabadel-Lauzès
- Saint-Cernin
- Saint-Martin-de-Vers
- Sauliac-sur-Célé
- Sénaillac-Lauzès

## Supresión del cantón de Lauzès
En aplicación del Decreto n.º 2014-154 de 13 de febrero de 2014, el cantón de Lauzès fue suprimido el 22 de marzo de 2015 y sus 12 comunas pasaron a formar parte del nuevo cantón de Meseta y Valles.